# Championnat d'Océanie de football des moins de 19 ans 2018
Navigation
Vanuatu 2016 2022 Samoa
Le championnat d'Océanie de football des moins de 19 ans 2018 est la vingt-deuxième édition du championnat d'Océanie de football des moins de 19 ans qui a eu lieu à Tahiti du 3 au 17 septembre 2018. Les deux sélections finalistes obtiennent une qualification automatique pour la prochaine Coupe du monde des moins de 20 ans, qui a lieu en Pologne durant le printemps 2019. 
C'est l'équipe de Nouvelle-Zélande qui remporte à nouveau la compétition pour la septième fois de son histoire et obtient ainsi sa qualification pour le tournoi mondial, en compagnie du pays-hôte, Tahiti, qui se qualifie pour la seconde fois pour un tournoi mondial, après celui de 2009.

## Équipes participantes
- Tahiti - Organisateur
- Vanuatu
- Fidji
- Nouvelle-Calédonie
- Papouasie-Nouvelle-Guinée
- Îles Salomon
- Samoa américaines
- Nouvelle-Zélande
- Tonga
- Samoa
- Îles Cook

## Résultats

### Tour préliminaire
Quatre sélections doivent disputer un tour préliminaire afin de déterminer le qualifié pour la phase finale. Les rencontres sont disputées en juin 2018 aux Îles Cook.
| Rang | Équipe            | Pts | J | G | N | P | Bp | Bc | Diff |  |     |     |     |
| ---- | ----------------- | --- | - | - | - | - | -- | -- | ---- |  | --- | --- | --- |
| 1    | Tonga             | 7   | 3 | 2 | 1 | 0 | 6  | 1  | +5   |  | 1-1 | 3-0 | 2-0 |
| 2    | Samoa             | 7   | 3 | 2 | 1 | 0 | 5  | 1  | +4   |  |     | 1-0 | 3-0 |
| 3    | Îles Cook         | 3   | 3 | 1 | 0 | 2 | 2  | 5  | -3   |  |     |     | 2-1 |
| 4    | Samoa américaines | 0   | 3 | 0 | 0 | 3 | 1  | 7  | -6   |  |     |     |     |

- Les Tonga se qualifient pour la phase finale du championnat d'Océanie.

### Tournoi final

#### Phase de poules
| Rang | Équipe                    | Pts | J | G | N | P | Bp | Bc | Diff |  |     |     |      |
| ---- | ------------------------- | --- | - | - | - | - | -- | -- | ---- |  | --- | --- | ---- |
| 1    | Nouvelle-Zélande          | 9   | 3 | 3 | 0 | 0 | 20 | 1  | +19  |  | 2-1 | 4-0 | 14-0 |
| 2    | Tahiti                    | 6   | 3 | 2 | 0 | 1 | 9  | 2  | +7   |  |     | 6-0 | 2-0  |
| 3    | Papouasie-Nouvelle-Guinée | 3   | 3 | 1 | 0 | 2 | 4  | 10 | -6   |  |     |     | 4-0  |
| 4    | Tonga                     | 0   | 3 | 0 | 0 | 3 | 0  | 20 | -20  |  |     |     |      |

| Rang | Équipe             | Pts | J | G | N | P | Bp | Bc | Diff |  |     |     |     |
| ---- | ------------------ | --- | - | - | - | - | -- | -- | ---- |  | --- | --- | --- |
| 1    | Îles Salomon       | 9   | 3 | 3 | 0 | 0 | 5  | 2  | +3   |  | 3-2 | 1-0 | 1-0 |
| 2    | Nouvelle-Calédonie | 4   | 3 | 1 | 1 | 1 | 11 | 5  | +6   |  |     | 1-1 | 8-1 |
| 3    | Fidji              | 4   | 3 | 1 | 1 | 1 | 4  | 3  | +1   |  |     |     | 3-1 |
| 4    | Vanuatu            | 0   | 3 | 0 | 0 | 3 | 2  | 12 | -10  |  |     |     |     |

#### Phase finale
|  | Demi-finales       | Demi-finales |                        |   | Finale            | Finale            |
|  | Demi-finales       | Demi-finales |                        |   | Finale            | Finale            |
|  |                    |              |                        |   |                   |                   |
|  | 15 août 2018       | 15 août 2018 |                        |   | 18 septembre 2018 | 18 septembre 2018 |
|  | 15 août 2018       | 15 août 2018 |                        |   | 18 septembre 2018 | 18 septembre 2018 |
|  | Nouvelle-Zélande   | 2            |                        |   | 18 septembre 2018 | 18 septembre 2018 |
|  | Nouvelle-Zélande   | 2            |                        |   | 18 septembre 2018 | 18 septembre 2018 |
|  | Nouvelle-Calédonie | 1            |                        |   | 18 septembre 2018 | 18 septembre 2018 |
|  | Nouvelle-Calédonie | 1            | Nouvelle-Zélande       | 1 |                   |                   |
|  | 15 août 2018       |              | Nouvelle-Zélande       | 1 |                   |                   |
|  |                    | Tahiti       | 0                      |   |                   |                   |
|  | Îles Salomon       | Tahiti       | 0                      | 1 |                   |                   |
|  | Îles Salomon       |              |                        | 1 |                   |                   |
|  | Tahiti             | 3            |                        |   |                   |                   |
|  | Tahiti             | 3            | Match pour la 3e place |   |                   |                   |
|  |                    |              |                        |   |                   |                   |
|  | 17 septembre 2018  |              |                        |   |                   |                   |
|  |                    |              |                        |   |                   |                   |
|  | Nouvelle-Calédonie | 4            |                        |   |                   |                   |
|  | Nouvelle-Calédonie | 4            |                        |   |                   |                   |
|  | Îles Salomon       | 1            |                        |   |                   |                   |
|  | Îles Salomon       | 1            |                        |   |                   |                   |

- La Nouvelle-Zélande et Tahiti se qualifient pour la Coupe du monde 2019.

## Sources et liens externes
1. ↑  « Tahiti qualifié pour la Coupe du Monde 2019 »

- (en) Feuilles de matchs et infos sur RSSSF